# Уоштъкна
Уоштъкна (на английски: Washtucna) е град в окръг Адамс, щата Вашингтон, САЩ. Уоштъкна е с население от 260 жители (2000) и обща площ от 1,4 km². Намира се на 313 m надморска височина. ЗИП кодът му е 99371, а телефонният му код е 509.